# Jász Géza
Jász Géza (Jobbágyi, 1863. február 12. – Budapest, 1937. február 11.) magyar sporttisztviselő, az MLSZ első elnöke, filozófiai író.

## Élete
Jogot tanult, majd a Magyar Földhitelintézet könyvelőjeként dolgozott. Első bölcseleti munkája 1893-ban jelent meg. Munkássága Margó Tivadar és Herman Ottó világszemléletéhez kapcsolódott. Kapcsolatba került szociáldemokrata és polgári demokratikus írókkal.
A turista mozgalom lelkes híve volt. A Turisták Lapjába rendszeresen írt cikkeket. A Magyar Turista Egyesület több vidéki osztályának alapításában vett részt.

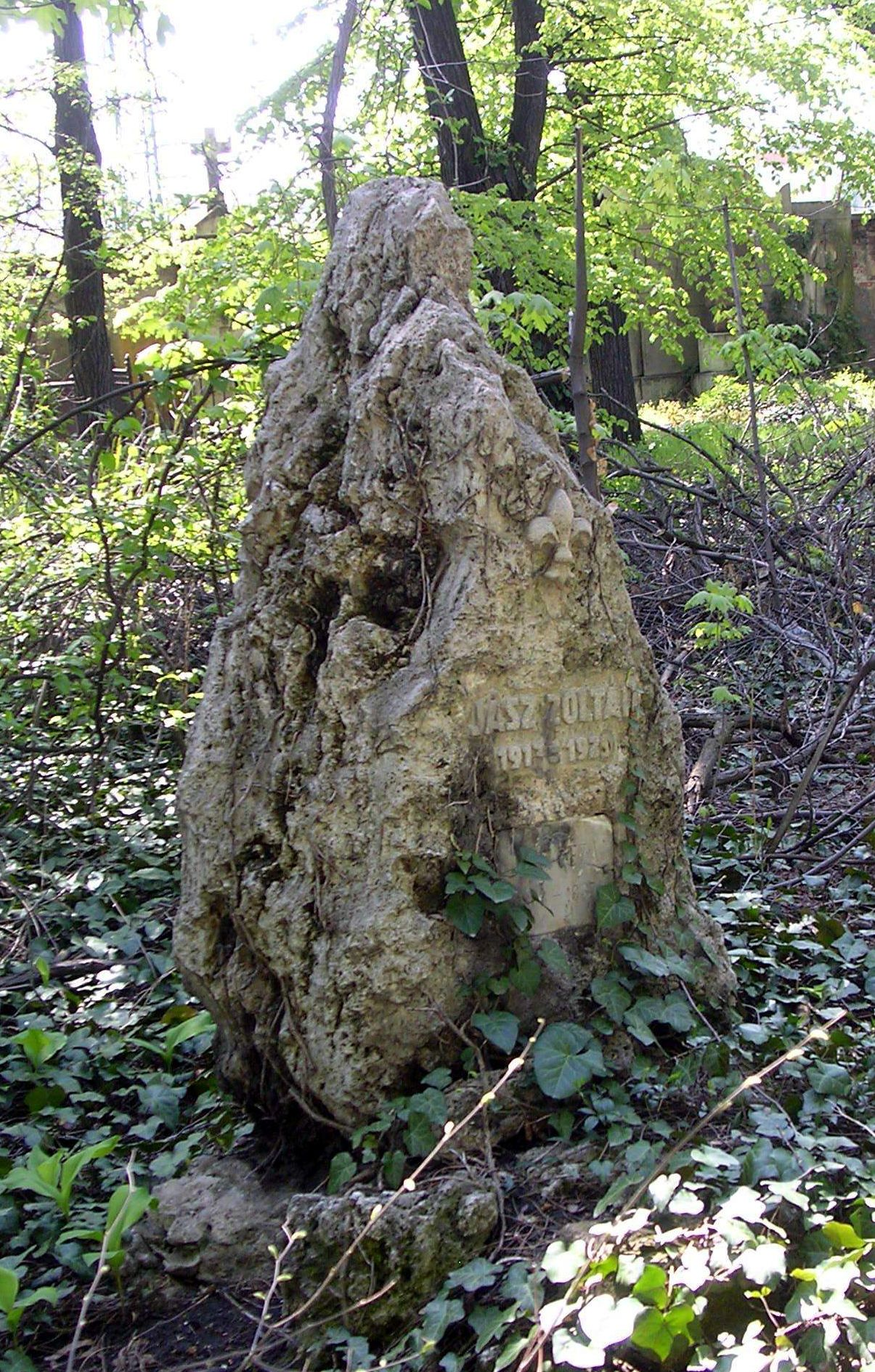
Sírja a Fiumei úti sírkertben (48/2-3-6) 2008-ban

16 éves korában elhunyt fiával, Jász Zoltánnal (1914–1929) együtt nyugszik a Fiumei úti sírkertben (48/2-3-6). A védett sírt 2022-ben újíttatták fel a Magyar Labdarúgó-szövetség, a Magyar Természetjáró Szövetség, Jobbágyi Község Önkormányzata és a Nemzeti Örökség Intézete összefogásával.

### MLSZ elnök
1901. január 19-én alakult meg a Magyar Labdarúgó-szövetség (MLSZ) az István Főherceg szálloda különtermében. A közgyűlésen 13 sportegyesület és a Budapesti Versenypálya Szövetség képviselői jelentek meg. A szövetség titkos szavazás útján a következő tisztikart választotta meg: 
- Elnök: Jász Géza Magyar FC
- Alelnökök: Gillemot Ferenc (Műegyetemi FC) és Füzeséry Árpád dr. (MÚE)
- Főtitkár: Horváth Ferenc (FTC)
- Pénztáros: Gabona Károly (BTC)
- Ellenőr: Boros Ignác (BSC)
- Számvizsgálók: Békés Róbert (Ganz), Telkes Andor és Eisner Ferenc
- Tiszteletbeli elnök: Iszer Károly (BTC)

Az első tisztségviselő az akkori sportélet egyik vezéregyéniségének számított, eredményesen küzdött meg a kezdeti nehézségekkel. Más irányú elfoglaltsága miatt csak egy évig volt kezében az irányítás, de mindenképpen javára írható, hogy a helyes útvonalra állította a sportág szekerét.
Főbb intézkedések
- A működési szabályzat elkészítése.
- A játékszabályok egységesítése, elfogadása.
- A játékvezetők vizsgáztatásának bevezetése.
- Az első futballbajnokság kiírása - az első időszakokban Budapesten.
- A nemzetközi kapcsolatok kiépítése.

## Főbb művei
- A fejlődés törvényei, különös tekintettel a társadalmi gazdasági életre (Budapest, 1893)
- Az igaz, a jó és a szép eszméje (Budapest, 1910)
- A sejt, mint a fejlődés alapformája (Budapest, 1911)
- A vallás filozófiája (I. Budapest, 1915)
- A világ egyensúlyának törvénye (Budapest, 1935)